# ノラ (中央アフリカ共和国)
ノラ（Nola）は、中央アフリカ共和国の都市。国土の西部に位置し、サンガ・ムバエレ州の州都である。人口29181人（2003年）。標高442m。マンベレ川とカディ川の合流地点に位置し、ここから下流はサンガ川と呼ばれる。ノラから下流は1300km南のコンゴ共和国の首都ブラザヴィルまで船の航行が可能で.、ノラは首都バンギと並ぶ中央アフリカでは貴重な外港となっている。